# .cyou
.cyou là một tên miền cấp cao nhất dùng chung (gTLD) trong Hệ thống Tên miền của Internet. Ban đầu được ủy quyền cho Beijing Gamease Age Digital Technology Co., Ltd. vào ngày 31 tháng 3 năm 2015, nó được chuyển giao cho Shortdot SA vào ngày 14 tháng 5 năm 2020.